# Zaozerne, Novotroiițke
Zaozerne (în ucraineană Заозерне) este un sat în comuna Sîvașivka din raionul Novotroiițke, regiunea Herson, Ucraina.

## Demografie
Componența lingvistică a localității Zaozerne
     Ucraineană (99,06%)
     Alte limbi (0,94%)
Conform recensământului din 2001, majoritatea populației localității Zaozerne era vorbitoare de ucraineană (99,06%), existând în minoritate și vorbitori de alte limbi.